# 台灣半導體

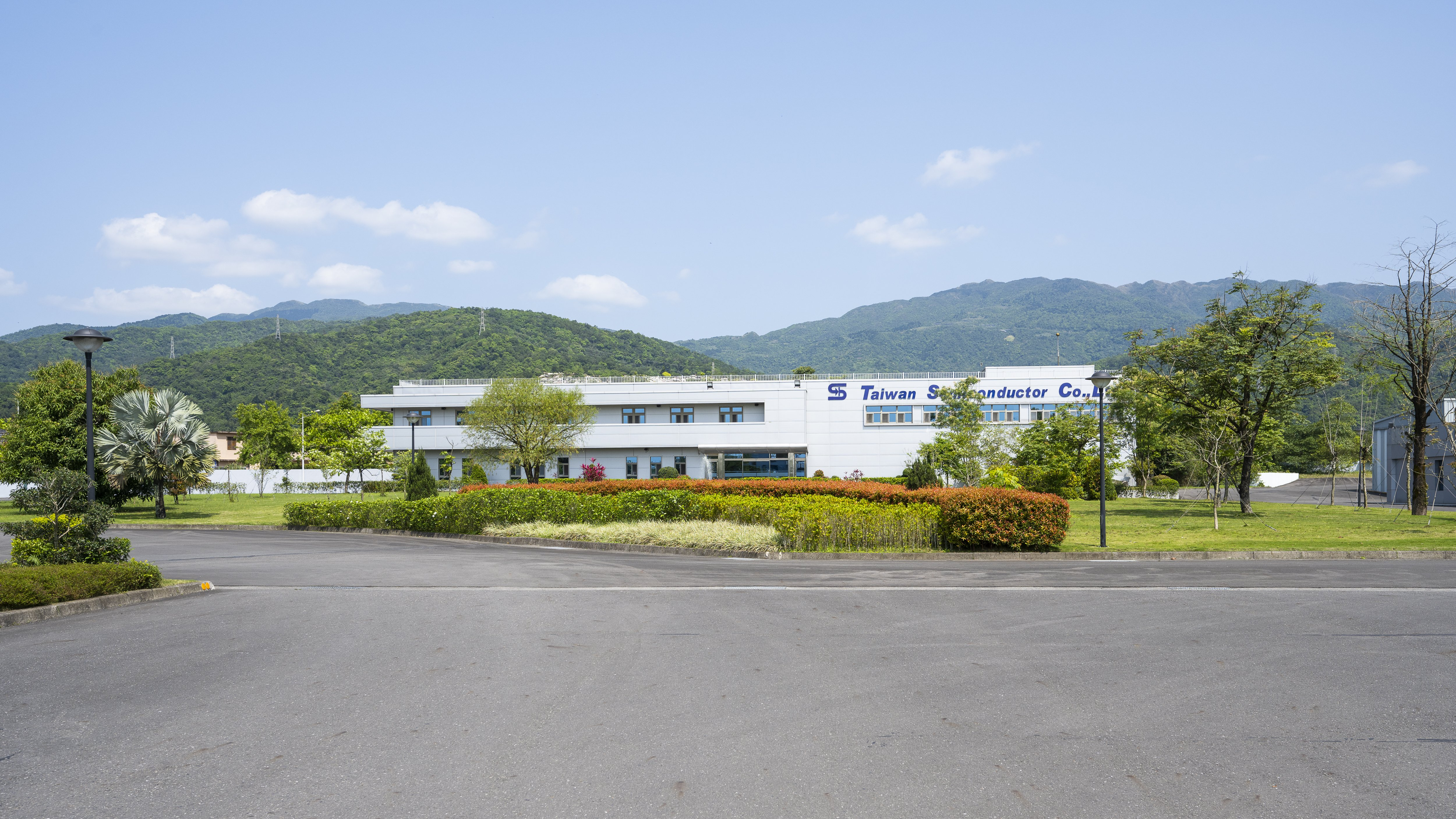
台灣半導體宜蘭廠

台灣半導體股份有限公司（英語：Taiwan Semiconductor Company Limited），簡稱台半、Taiwan Semi或TSC，創立於1979年，初期生產條碼印表機和整流器產品。在半導體產品研發和專利技術投入後，發展供應電源管理積體電路IC、整流器、MOSFET、齊納二極體(Zener)、瞬態電壓抑制二極體(TVS)、IGBT等分離式半導體產品，主要供應市場為車用、工控、5G網路、照明、消費性電子運用，客戶包含終端品牌Samsung、Sony等，其他尚有Osram、BOSCH等照明、汽車元件廠商。
台灣半導體目前擁有兩座晶圓廠與兩座封裝廠，生產基地為台灣宜蘭、利澤(五結鄉)、中國天津與山東，其中利澤廠主要以六吋晶圓與TVS元件製造，天津廠負責四吋晶圓及表面黏著系列產品，山東廠為橋接式整流器生產據點，並符合汽車產業品質IATF 16949、ISO 9001以及環境管理ISO 14001等認證。在車用電子市場開發上，結盟聯華電子(簡稱：聯電) 研發分離式閘級中壓 MOSFET產品；在車用保護元件也與BOSCH合作開發，研發重心轉移重心於車用端。台半總部目前位於台灣新北市新店區，另外在中國、美國、德國和日本設有服務據點，目前全球員工約有1,600多名。台灣半導體擁有子公司鼎翰科技股份有限公司，為條碼印表機和無線射頻(RFID)條碼印表機製造商。

## 發展簡歷
台灣半導體股份有限公司由董事長王秀亭於1979年1月成立，最初設址台北縣土城鄉（現今新北市土城區），以生產整流器產品為主。為擴大營運成長，於1987年在宜蘭縣建設宜蘭廠區，並於隔年啟用，整流器年產能提升達八億只。除新增廠區之外，廠內設施在1991年加入自動化生產設備，同時開發TVS、橋接器等半導體產品並投入量產。隨擴張業務，同年轉投資美國Eltron公司後成立事務機器事業處，合作開發熱感式與熱轉式條碼印表機生產。此外，為提供中國市場電子零組件的需求，台半分別在中國山東與天津成立陽信長威電子有限公司（1995年4月）和天津長威科技有限公司（1996年8月），增廠擴增產能。

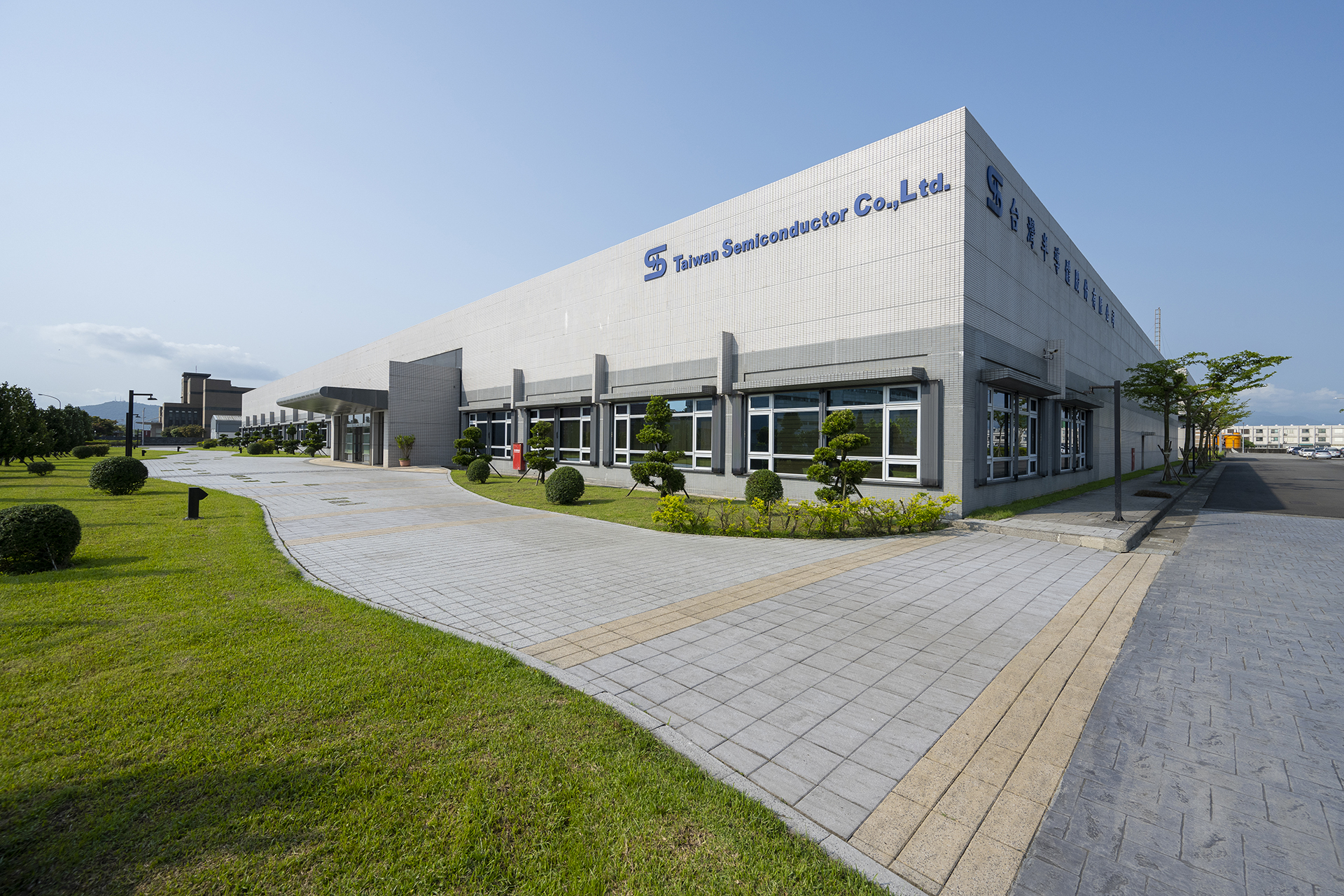
台灣半導體利澤廠 (宜蘭縣五結鄉)

因應公司成長達成增資需求，台灣半導體於1999年12月經證期會核准上櫃申請，隔年2000年2月21日以每股22元正式掛牌上櫃。增資投入用於自動化生產設備增設，以及條碼印表機和蕭特基二極體開發與試產。在試產用成熟後，宜蘭廠設立蕭特基二極晶片產線（2002年），並正式投入蕭特基二極體生產。為聚焦於發展整流二極體核心事業，台灣半導體在2007年轉投資成立鼎翰科技股份有限公司，並於同年8月分割移轉原條碼印表機事業處業務至鼎翰科技，專於條碼印表機研發和生產。在條碼印表機事業轉移後，台半於2011至2013年期間投入二極體溝槽式（Trench）製程研發及導入，並成熟Super Junction製程，以由封裝自動化增加在車用、照明、工業設備產能需求。
隨著車用產業電控系統增加的趨勢下，台灣半導體於2016年8月以710萬美元收購美商安森美的瞬態抑制器（TVS）系列產品，藉此提升全球車用和工控市場的市佔率。截止至2022年9月，台灣半導體公告第三季財報，單季合併營收為39.69億元，創下單季歷史新高。2022年前三季營收為116.86億元，每股稅後純益為5.03元。

## 子公司

### 鼎翰科技股份有限公司
鼎翰科技股份有限公司負責原台灣半導體條碼印表機研發與生產事業，於2015年11月宣布併購美國印表機製造商Printronix，主要市場為美歐，提供工業行條碼機產品。鼎翰科技自2016年完成併購後成為全球第五大條碼機印表機製造商，2020年達到全球市佔率約7.6%。台半持有獨立子公司36%股權並擁有控制權，故併入台半合併報表中。

### 海外據點
台灣半導體自2000年11月在韓國成立分公司後，陸續在德國、日本、香港、美國和印度等海外市場建立業務據點。截至目前，已經在北美設置1處、歐洲3處和亞洲8處，共計擁有12個子公司和分公司。

## 外部連結
- （繁體中文）（简体中文）（英文）（日語）台灣半導體 （页面存档备份，存于）